# NGC 1511
NGC 1511 is een spiraalvormig sterrenstelsel in het sterrenbeeld Kleine Waterslang. Het hemelobject werd op 2 november 1834 ontdekt door de Britse astronoom John Herschel. Het sterrenstelsel bevindt zich dicht bij NGC 1511A en NGC 1511B.

## Synoniemen
- PGC 14236
- ESO 55-4
- AM 0359-674
- IRAS03594-6746